# Jaksics Ferenc
Jaksics Ferenc (Érsekújvár, 1937. augusztus 6.) grafikus, illusztrátor, festőművész.

## Élete
Szüleinek könyvesboltjuk volt.
1957–1964 között elvégezte a pozsonyi Képzőművészeti Főiskolát, mesterei voltak P. Matejka, J. Želibský és J. Chovan. 1964-től rendszeresen jelentek meg illusztrációi a szlovákiai magyar és részben szlovák gyermeklapokban, illetve számos tan- és mesekönyvet illusztrált. 1965–1991 között a Szlovák Pedagógiai Kiadó képszerkesztője volt, főleg a nyomdatechnikában dolgozott.
SVU-Grafikusok Szövetsége és az SZMKT tagja. Kiállítai voltak több más mellett Érsekújvárott (1987, 2018), Komáromban (1990) és Pozsonyban. Pozsonyban él. A Pozsonyi Városi Galériában és Érsekújvárott vannak művei közgyűjteményekben.

## Elismerései
- 1985 a könyvkultúra állami tiszteletdíja

## Művei
- 1975 Akt
- 1998 A mesterség nehézségei
- 1998 Árvíz
- 1998 Bohóc
- 2004 Angyali extázis
- 2007 A portréfestő
- 2007 Agresszió